# Centro Sefarad-Israel
El Centro Sefarad-Israel es un consorcio público español promovido por el Ministerio de Asuntos Exteriores, Unión Europea y Cooperación (MAEUEC) y la Agencia Española de Cooperación Internacional para el Desarrollo (AECID), con la colaboración de la Comunidad de Madrid y el Ayuntamiento de Madrid. Tiene su sede oficial en el Palacio de Cañete en Madrid.

## Antecedentes
Este consorcio público se creó en el año 2006.
El Centro Sefarad-Israel forma parte de la Red de Casas de diplomacia pública de España, junto a Casa de América, Casa Asia, Casa Árabe, Casa África y Casa Mediterráneo.

## Organigrama
Según sus Estatutos, el órgano superior de gobierno del Centro Sefarad-Israel es el Consejo Rector. En su seno están representadas todas las instituciones consorciadas. Este órgano es el que nombra al director general, encargado de dirigir y supervisar todas las actividades. Desde marzo del año 2022, ocupa este puesto el diplomático Jaime Moreno Bau, antiguo representante consular de España en Tel Aviv.
El Consejo Rector está compuesto por:
- Presidente, el Ministro de Asuntos Exteriores
- Vicepresidenta, la Presidenta de la Comunidad de Madrid
- Vicepresidente, el Alcalde de Madrid
- 4 vocales en representación del Ministerio
- 1 vocal en representación de la Comunidad
- 1 vocal en representación del Ayuntamiento

## Objetivos
Se pueden citar como algunos objetivos del Centro Sefarad-Israel, crear un espacio común que sirva de lugar de encuentro para las comunidades judías, fomentar e impulsar vínculos de amistad y cooperación entre las sociedades española e israelí, promover la presencia de la cultura judía en todos los ámbitos, fomentar la realización de actuaciones o proyectos que aporten un mejor conocimiento de la comunidad judía en España y Europa, etc.